# 비히노역
비히노역(러시아어: Выхино)은 모스크바 지하철 타간스코 크라스노프레스넨스카야 선의 역이다. 1966년 12월 31일 즈다놉스키 라디우스의 마지막 부분으로 개통된 본 역은 레르몬톱스키 프로스펙트와 줄레비노로의 연장 개통된 2013년 11월 9일까지 본 노선의 남동쪽 종착역이었다. 이 역은 다모듈식 환승 허브의 일부와 함께 간선 교외 철도(카잔스코예 방향)로 연결되어 있다.
원래 비히노 역은 소련의 혁명가이자 정치가인 안드레이 즈다노프의 이름을 따서 "즈다놉스카야"라고 불렸다. 그 후 1988년, 본 역은 1960년 모스크바에 흡수된 비히노 마을로 명칭이 변경되었다. 우히노 지역에 위치하며, 출구의 일부는 베시노 지역으로 이어진다.

## 역사
비히노역은 1966년 12월 31일에 개장하였고, 모스크바 메트로의 82번째 역이 되었다. 현대적인 이름은 모스크바 지역에 위치하고, "즈다놉스카야"의 원래 지명은 모스크바 지역명을 부기한 정당 정치인인 안드레이 즈다노프를 기리기 위해 주어졌다. 1969년 모스크바에서 행정 개혁이 실시되면서 그 과정에서 지역 수가 증가했으며, 볼고그라드 지역은 현재 이 지역에 위치했다. 지하철역과 연결된 철도 플랫폼 역명판에도 "즈다놉스키"라고 표기되어 있었다.

## 구조
2면 2선의 상대식 플랫폼 구조이고, 타간스코 크라스노프레스넨스카야 선에서 유일한 지상 역사이다.
역을 리모델링하게 되면서 실현된 지상 역사는 모스크바의 기상 조건에 보다 저항이 강한 재료를 사용하여 제작되었다.

## 사진

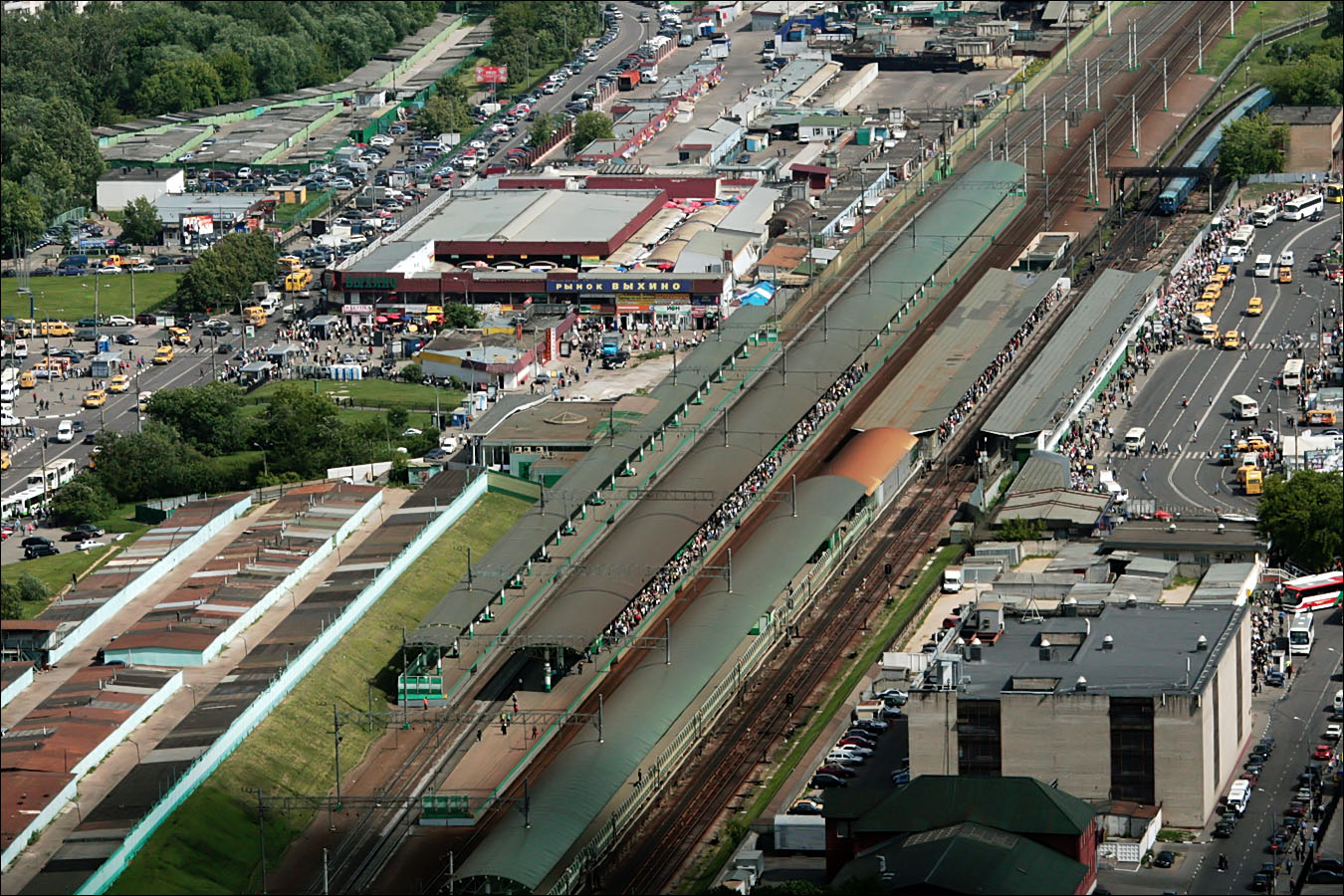
비히노 역 위성 사진
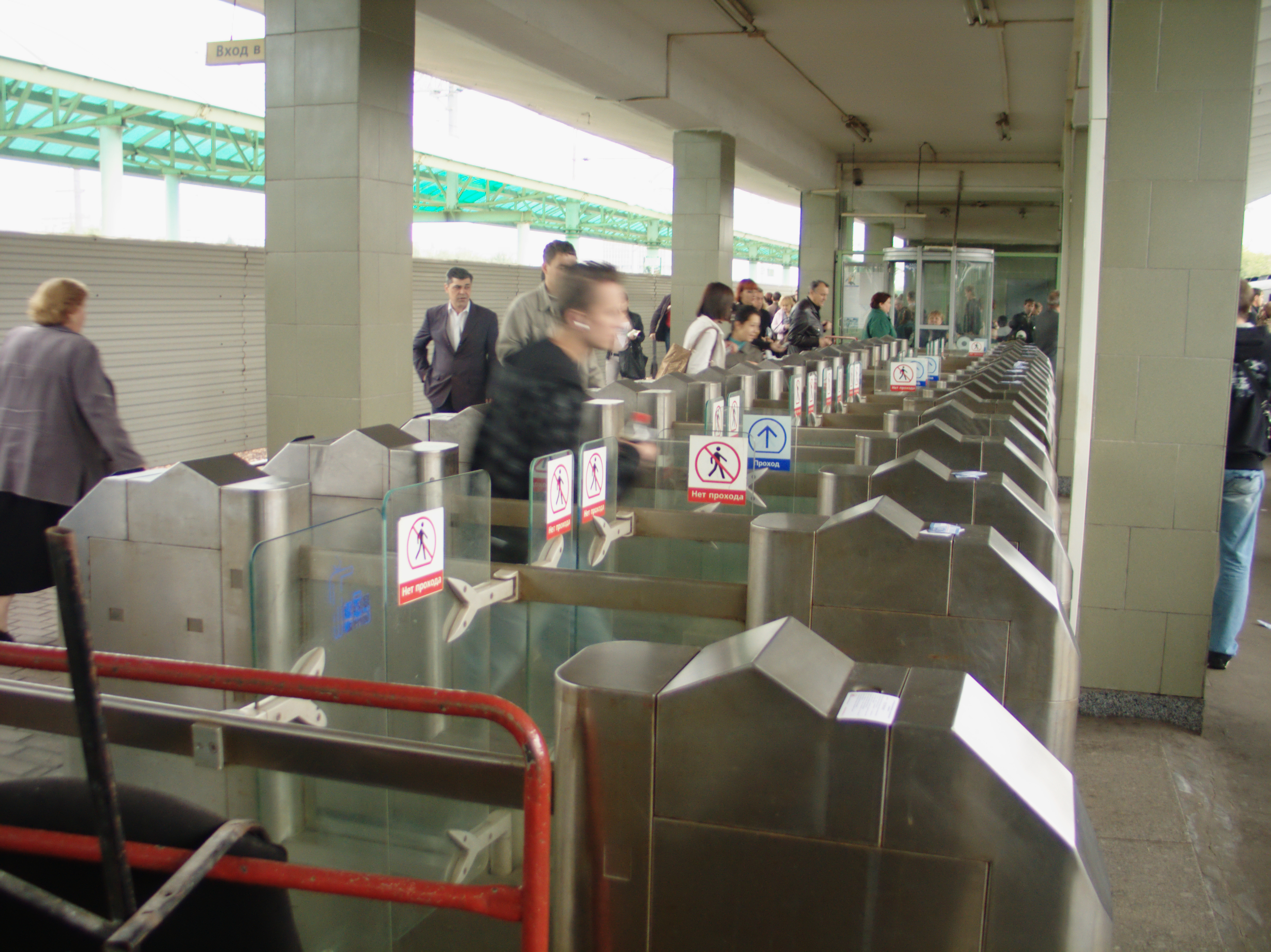
게이트
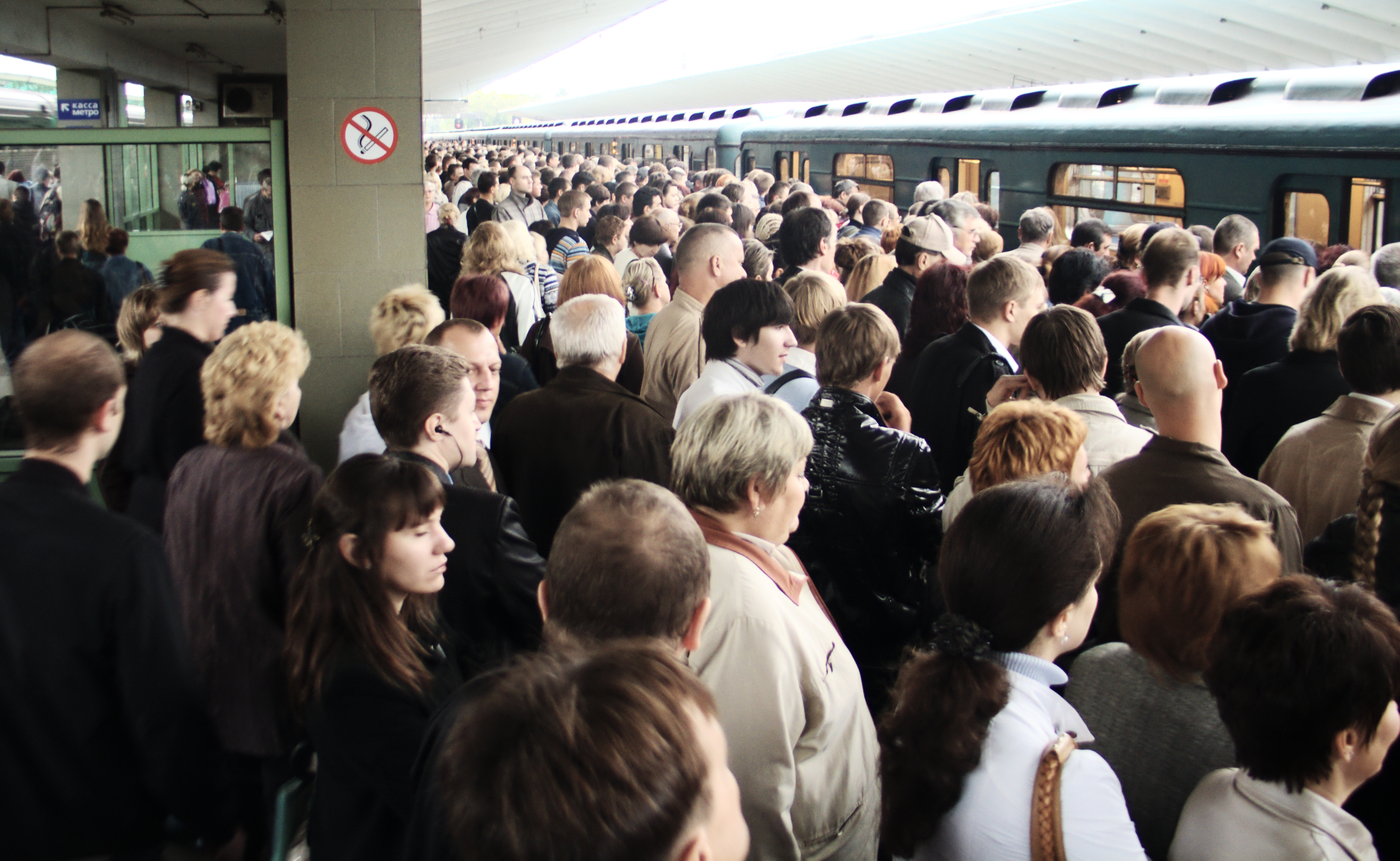
러시아워 시간대의 플랫폼

## 이용객
코텔니키 역 구간으로 연장되기 전인 2015년까지 모스크바 지하철 역이 가장 바쁜 역이었고, 1일 평균 이용객이 17만명이었다. 그러다가 연장된 이후로 조금씩 감소되는 추세이지만, 2019년에도 여전히 많이 이용하는 역 중 하나이다.